# Belušské Slatiny
Belušské Slatiny jsou rekreačním a turistickým střediskem na rozhraní Považského podolia (podcelek Ilavská kotlina) a Strážovských vrchů, v údolí Slatinského potoka, při cestě z Beluše do Mojtína. Belušské Slatiny jsou místní částí obce Běluša a nalézají se asi 4 km jihovýchodně od ní.
Teplé zemitě-sirné prameny s teplotou 19,3 °C daly podnět ke vzniku lázní známých a využívaných od 18. století na léčení revmatických a kožních chorob. Lázně zanikly po 2. světové válce.
Lázeňské budovy jsou v současnosti majetkem církve a slouží pro potřeby řeholnic. Je zde komunita Kongregace Milosrdných sester svatého Vincence de Paul. Nejsou běžně přístupné veřejnosti.
Rekreační oblast původně začínala bezprostředně za osadou Čerencové. Na kótě 518,0 m stojí hradiště, částečně opevněné v době římské, při místní kapli se našla lužická bronzová jehlice z mladší doby bronzové.
Směrem do Mojtín vede cesta tiesňavovým průlomem Slatinského potoka, nazývaného také Belušská vrata.